# Münzstätte Leipzig

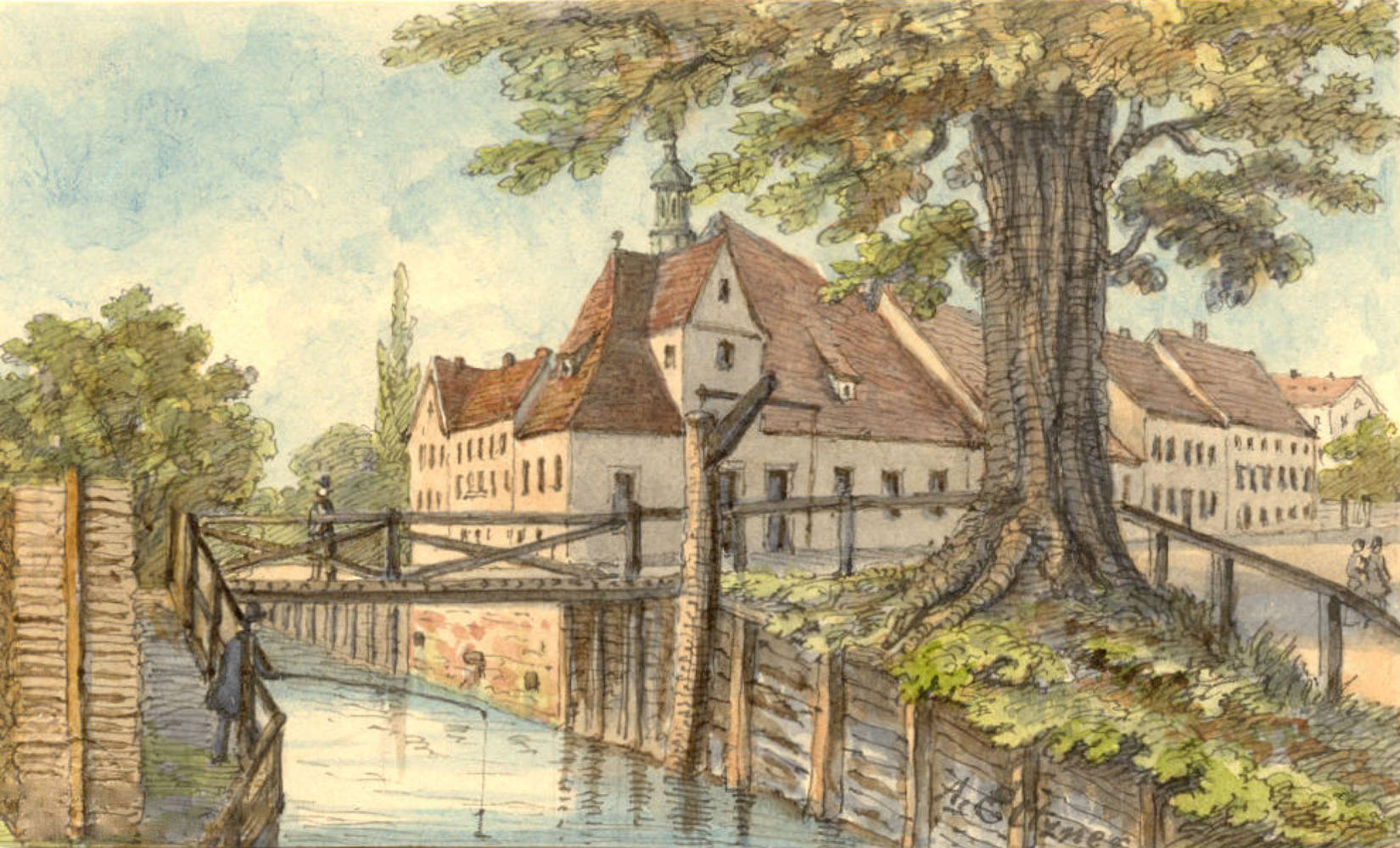
Ehemalige Leipziger Münzstätte am Münztor 1865

Die Münzstätte Leipzig ließ Otto der Reiche, Markgraf von Meißen (1156–1190), errichten. Erst seit Mitte des 15. Jahrhunderts sind die Münzmeister zweifelsfrei nachgewiesen. Ab dem 16. Jahrhundert wurde in Leipzig nur noch sporadisch gemünzt. Im Jahr 1765 erfolgte die Stilllegung der Münzstätte.

## Geschichte

### Erste Belege

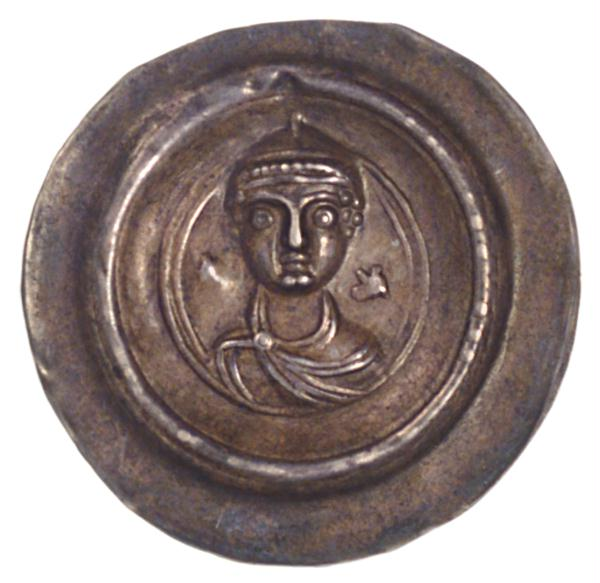
Brakteat Ottos des Reichen, Markgraf von Meißen um 1156

Der erste Nachweis der Münzstätte Leipzig ist mit Brakteaten der Umschrift MARCHIO OTTO DE LIPPI oder OTTO MARCHIO DE LIPPZINA des Markgrafen Otto des Reichen erbracht worden. Die erste urkundliche Erwähnung erfolgte um 1220.
Mit dem Aufkommen der meißnischen Groschen ist Freiberg als Münzstätte von Bedeutung. Vermutlich stellte die Leipziger Münze um 1370 ihren Betrieb ein.

### Ab Mitte des 15. Jahrhunderts bis zur Schließung durch Kurfürst August

#### Groschenzeit

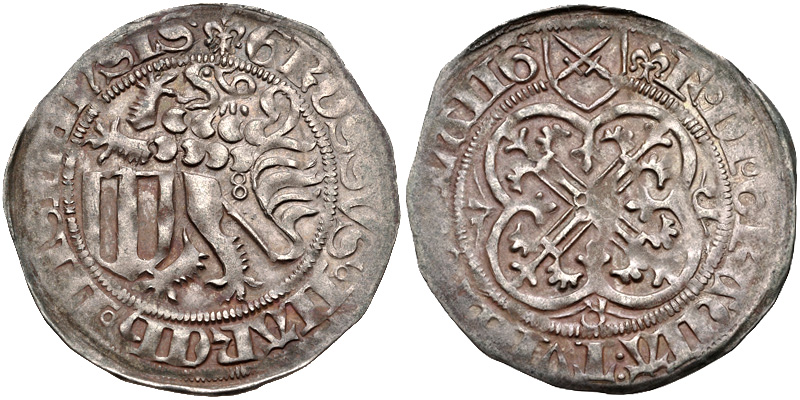
Schwertgroschen Friedrichs des Sanftmütigen, Prägezeitraum 1457 bis 1464, Münzmeisterzeichen Lilie, Leipzig, mit Beizeichen doppeltes Ringel (beschnitten)
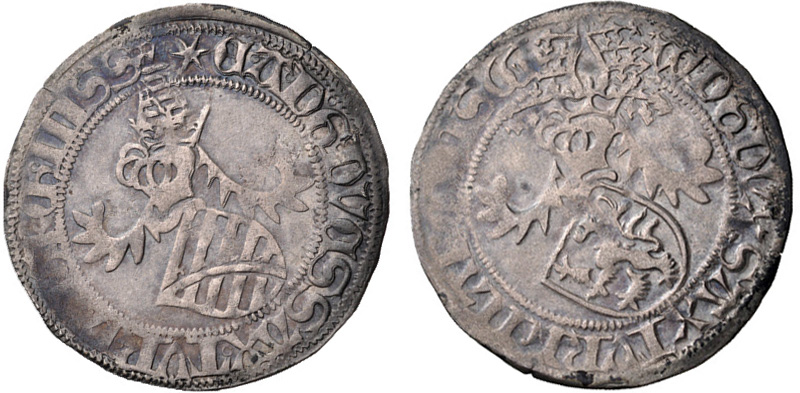
Kurfürst Ernst, Herzog Albrecht, Herzog Wilhelm III., Horngroschen von 1466, Leipzig
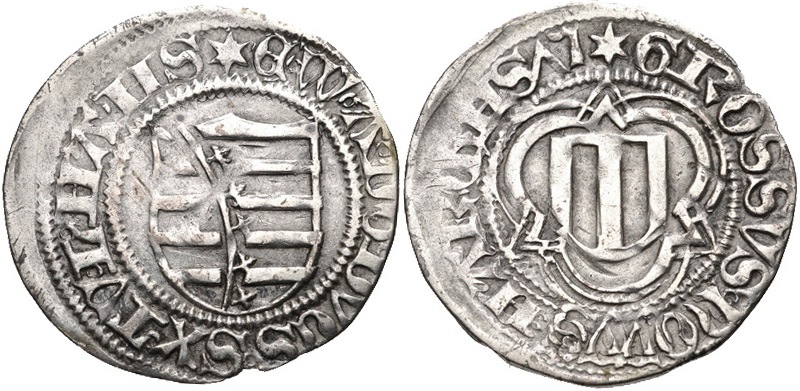
Kurfürst Ernst, Herzog Albrecht, Herzog Wilhelm III. (1465–1482), Spitzgroschen 1475, Leipzig
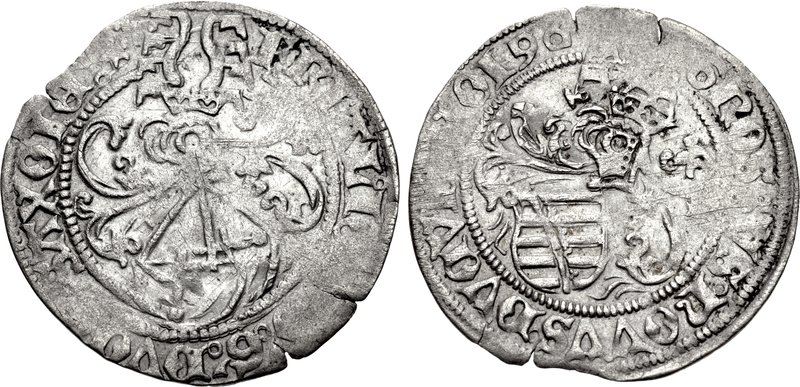
Kurfürst Friedrich III. mit Johann und Herzog Albrecht, Zinsgroschen (14)96, Leipzig

Kurfürst Friedrich II. der Sanftmütige (1428–1464) beauftragte 1451 den Münzmeister Hans Borner mit der Wiedererrichtung der Leipziger Münze. Außer Groschengeld der Münzstätten Freiberg, Leipzig, Colditz, Gotha und Weimar wurden in Leipzig zwischen 1454 und 1461 die ältesten sächsischen Goldmünzen, die Goldgulden ohne Jahreszahl mit der Darstellung Johannes des Täufers geprägt. Seit 1488 hatten die Goldgulden eine Rückseitenlegende mit dem Hinweis auf die Münzstätte Leipzig (LIPCEN, LIPZENSIS).
Am 4. April 1465 kam eine bedeutende gemeinsam mit Kurfürst Ernst, Herzog Albrecht und Herzog Wilhelm III. beschlossene Münzreform in Leipzig zustande. Auf dieser Grundlage wurden neue Groschen, die sogenannten Horngroschen als „hohe wäre“ geprägt. Geschaffen wurde eine einzige hohe Währung von 20 Stück neuer Horngroschen auf den rheinischen Gulden. Der dringende Bedarf an neuem Geld einer stabilen Währung erforderte auch die Münzstätte Leipzig für zwei Jahre zusätzlich mit einzubeziehen.
In der Sächsischen Münzordnung von 1490 wurde das Wertverhältnis Goldgulden : Groschen = 1 : 21 festgelegt. Das war der Ursprung des meißnischen Guldens, der als Rechnungsmünze bis ins 19. Jahrhundert verwendet wurde.

#### Erste silberne Gulden
Ab 1496 wurden in Leipzig und danach in Schneeberg in großen Mengen Zinsgroschen zu 21 Stück auf den Goldgulden (rheinischer Gulden) geprägt. Die Zinsgroschen und die ab 1498 in Annaberg gemünzten Schreckenberger dienten der Vorbereitung der ab 1500 eingeführten neuen silbernen Guldenwährung. Der Handel musste vorher mit der entsprechenden Menge an Kleinmünzen versorgt werden. Die ersten sächsischen Großsilbermünzen, die silbernen Gulden, später von Sammlern Klappmützentaler genannt, wurden im Jahr 1500 in Annaberg und eventuell in Wittenberg geprägt. Die Leipziger Münze prägte sie nur 1519 unter Münzmeister Ulrich Gebhardt, gekennzeichnet mit seinem Münzmeisterzeichen „Kreuz auf Halbmond“.
Ab dem 16. Jahrhundert produzierte die Leipziger Münze nur noch sporadisch.

#### Belagerungsklippen
Während der vergeblichen Belagerung der Stadt Leipzig prägten die beiden kriegsführenden Seiten 1547 die heute äußerst seltenen Leipziger Belagerungsmünzen von 1547. Der Geldbedarf für die Bezahlung der Söldner während der Belagerung durch Kurfürst Johann Friedrich I. (1532–1554, 1547–1552 in Gefangenschaft, seit 1552 Herzog), musste durch die Prägung von Notklippen aus Silber und Gold unter hauptsächlicher Verwendung von Kirchengerät und Silbergeschirr gedeckt werden. Die wertvollen Gegenstände stammten aus dem Besitz des Stiftes Merseburg, die vor dem Krieg aus Sicherheitsgründen in Leipzig eingelagert waren. Die in Leipzig geprägten Notklippen zu einem Taler des Herzogs Moritz von Sachsen (1541–1553, Kurfürst seit 1547), mit dem Rautenschild zwischen der geteilten Jahreszahl 1547, sind mit dem Buchstaben L für Leipzig und den Buchstaben M. H. Z. S. (Moritz Herzog zu Sachsen) gekennzeichnet. Kurfürst Johann Friedrich I. hatte zur Bezahlung seiner Truppen ebenfalls Notklippen schlagen lassen. Diese Notmünzen wurden hauptsächlich in Wittenberg geschlagen und zeigen im Unterschied zu den Belagerungsklippen des Herzogs Moritz das sächsische Kurwappen mit der Jahreszahl 1547 und die Buchstaben H. HF. K. (Herzog Hans Friedrich Kurfürst).
Siehe auch:
- Schmalkaldischer Bundestaler/Münzgeschichte
- Taler auf die Einnahme von Gotha (1567): Der Taler bezeugt den letzten Landfriedensbruch im Zusammenhang mit dem Verlust der Kurwürde der Ernestiner.

#### Endgültige Münztrennung
Mit dem Verlust der Kurwürde der Ernestiner nach der Schlacht bei Mühlberg und der Wittenberger Kapitulation war das Ziel gescheitert, im albertinischen Leipzig die Kreismünzstätte der Ernestiner zu errichten. Die Söhne des gefangengehaltenen Johann Friedrich I. sahen sich gezwungen im Frühjahr 1551 die alte Saalfelder Münze wieder in Betrieb zu nehmen, da die Nutzungsrechte an den sächsischen Silberbergwerken und Münzstätten für die Ernestiner verloren waren. Die in der Leipziger Hauptteilung von 1485 zwischen den Ernestinern und Albertinern vereinbarte gemeinsame Münzprägung wurde endgültig aufgegeben (siehe Sächsische Münztrennung).
Nach der Errichtung der Münzstätte Dresden im Jahr 1556 ordnete Kurfürst August (1553–1586) die Schließung sämtlicher Landesmünzstätten an. Die bereits seit langem ruhende Münzstätte Leipzig ließ er 1571 schließen.

### Von der Kipper- und Wipperzeit bis zur Einführung des Konventionsfußes
In Kipper- und Wipperzeit wurde die Monopolstellung der Dresdner Münze durch Kippermünzstätten durchbrochen. Auch in Leipzig setzte von 1621 bis 1622 unter den Münzmeistern Reinhard und Reichardt Jäger die in immer größeren Umfang betriebene Herstellung von unterwertigen Münzen ein. Die in Leipzig geprägten Kippermünzen sind Pfennige, 3 Kreuzer, Groschen, 4-, 8-, 20-, 30-, 40- und 60-Groschenstücke (Kippertaler zu 60 Groschen) sowie 8-Groschenklippen. Die kleinsten Münzen, das sind einseitige Kupferpfennige, produzierte der Kupferhammer Grünthal.
Die Einführung des Zinnaischen Münzfußes erforderte 1669 die Wiederinbetriebnahme der Münzstätte, die seit Ende der Kipper- und Wipperzeit geschlossen war. Die minderwertigen Prägungen des Bergrats Jonas Zipfel, der schon mit der Oberleitung der Münzstätte Bautzen gescheitert war, hatten jedoch bereits 1670 wieder die Stilllegung der Leipziger Münze zur Folge:

„Das Münzrecht ward aber 1669 vom Neuen ausgeübt […]. Allein schon das folgende Jahr untersagte ein kurfürstl. Befehl das fernere Ausmünzen, weil der damalige Münzmeister, Jonas Zipfel, die 16, 8 und 4 Groschenstücke zu leicht ausgeprägt und sich dann aus dem Staube gemacht hatte. Unter der Regierung Joh. Georgs IV. mußten die leichten Münzen eingewechselt und umgeschmolzen werden und so öffnete sich auch hier [1693] die Münzstätte wieder, indem sie durch die Amelungsburg erweitert erscheint und zum schwunghaften Betrieb ein neues Gebäude mit einem Roßwerke angelegt wird.“

Nach Einführung des Leipziger Fußes ließ der Kurfürst Johann Georg IV. (1691–1694) die Leipziger Münze 1693 wieder in Betrieb nehmen. Ab 1696 wurde ein neues Münzgebäude errichtet, in dem bis etwa 1714 gemünzt wurde. Den Münzbetrieb im neuen Gebäude erwähnte 1839 KARL GROSSE wie folgt:

„Doch auch hier steckte den Münzmeister Ernst Peter Hecht die allgemeine Wucherei der Zeit an, vorzüglich prägt er 1702 schlechtes Geld, die sogenannten Kreuz- und Beichlingsthaler, ebenso die geringhaltigen Sechser, die den Namen der leipziger Seufzer [nach WALTHER HAUPT Rote Seufzer] erhielten, weil das Volk zu klagen veranlaßt ward. Es war die Zeit des schwedischen Krieges unter Karl XII., wo aus mehr als 6 Tonnen Goldes solche gehaltlosen Münzstücke mit den Jahreszahlen 1701, 1702, 1703 geprägt wurden. […] Der Staatsbeamte, Großcanzler Wolf Dietrich Graf von Beichlingen, der sie hatte ausprägen lassen, kam auf den Königstein und wurde erst 1709 wieder freigelassen. Die Leipziger Münze wurde darauf 1714 geschlossen.“

Roter Seufzer, auch Seufzer und Leipziger Seufzer genannt, ist der volkstümliche Name des unter dem sächsischen Kurfürsten und polnischen König August dem Starken in riesigen Mengen 1701 und 1702 geprägten minderwertigen Sechs-Pfennig-Stücks. Im Jahr 1703 wurden die sogenannten Seufzer jedoch nicht mehr geprägt. Die o. g. Prägezeit nach Karl Große ist somit nicht ganz zutreffend. Der Münzmeister Ernst Peter Hecht war auch nicht für die Ausgabe der schlechten Münzen verantwortlich.

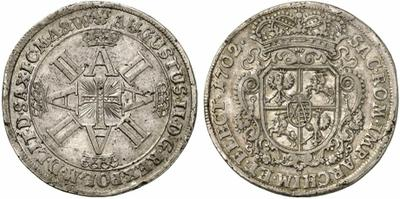
Sächsisch-polnischer Bankotaler von 1702, aus der Münzstätte Leipzig, sogenannter Beichlingscher Ordenstaler

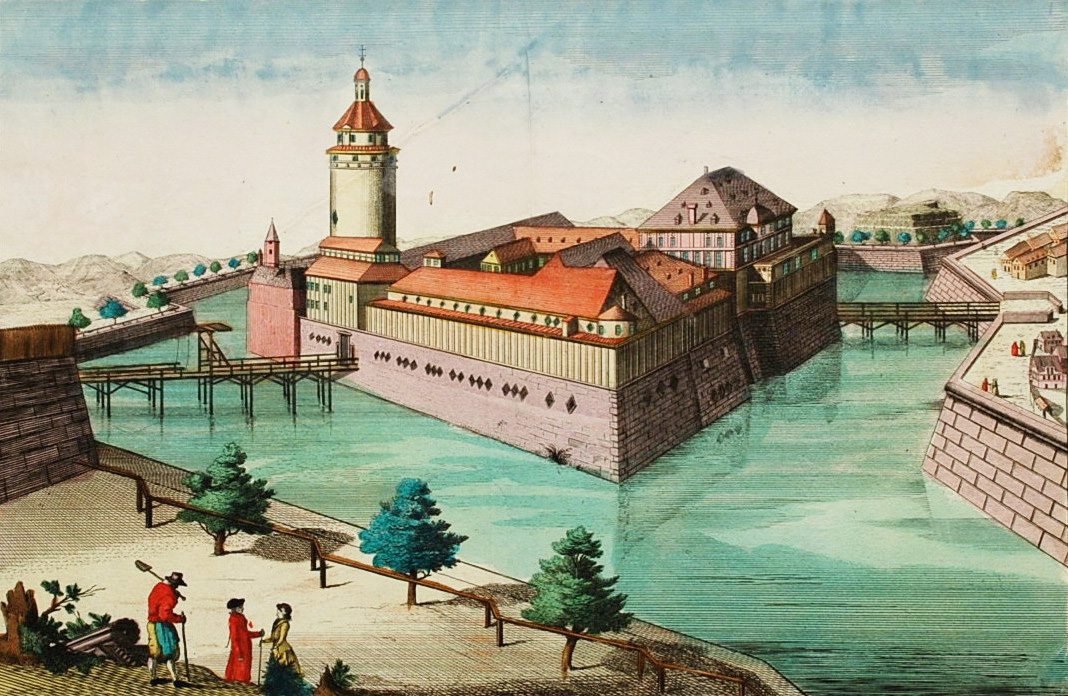
Leipzig, Pleißenburg um 1780. Ab 1753 befand sich die Münzstätte Leipzig in den Kasematten der Pleißenburg

Im Jahr 1702 erschienen dreierlei im Gepräge untereinander verschiedene Bankotaler, die vom Großkanzler Wolf Dietrich Graf von Beichlingen emittiert wurden. Auf einer Prägung war nur das Ordensband und das Ordenskreuz, aber nicht der Dänische Elefantenorden dargestellt, wie das bei den beiden anderen Talern der Fall war. Beichlingen wurde unterstellt, dieses Kreuz sei das des Dänischen Danebrogordens, dessen Ritter er war und der Taler eine Beleidigung des Königs. Der Graf fiel in Ungnade. Der Bankotaler erhielt von Sammlern die Bezeichnung Beichlingtaler oder auch Beichlingscher Ordenstaler.
Ab 1752 prägte die Münze wahrscheinlich in den Räumen vor dem Peterstor (die Münzgasse erinnert daran) Gold- und Silbermünzen der polnischen Währung. Die geplante Währungsreform und die beengten Räumlichkeiten führten 1753 zur Verlegung in die Kasematten der Pleißenburg.
– Siehe auch: Schmetterlingstaler (Münzen Friedrich Augusts aus der Zeit der Gräfin Cosel)

#### Münzen für Polen

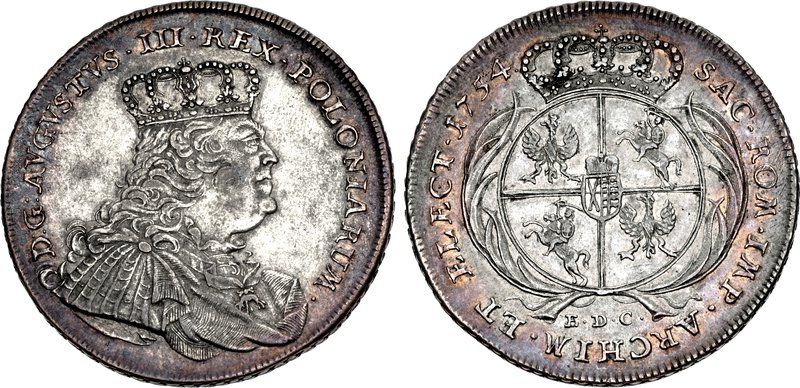
Königreich Polen, August III. Taler 1754, Münzstätte Leipzig

Die sächsischen Kurfürsten Friedrich August I. und Friedrich August II. prägten nicht nur nach dem Leipziger Fuß (12 Kuranttaler oder 18 Gulden a. d. f. Mark) und dem Reichsfuß (Speciesreichstaler) für Sachsen, sondern auch Münzen für das Königreich Polen, das seit 1697 durch Personalunion mit dem Kurfürstentum verbunden war. Die ersten polnischen Gepräge im Jahr 1698 waren sogenannte Timpfe und Szóstaki. Das sind Achtzehngroschenstücke und Sechsgroschenstücke nach polnischem Fuß mit dem gekrönten Brustbild Augusts II. als König von Polen. Im Jahr 1702 wurden auch polnische Taler und Dukaten mit dem Münzmeisterzeichen E. P. H., den Initialen des Münzmeisters Ernst Peter Hecht, in Leipzig geschlagen. Durch den Nordischen Krieg mit Schweden wurde der Münzbetrieb unterbrochen. Unter August III. prägte die Leipziger Münze für Polen Dukaten, August d’or, Taler, Halbtaler, Timpfe, Szóstaki, Dreigroschenstücke und Dreipölker (Stücke zu drei Halbgroschen mit der Inschrift POLTURAK). Die Münzmeister dieser polnischen Gepräge waren die kursächsischen Amtsträger Johann Georg Gödecke und Ernst Dietrich Croll.
Außer Gold- und Silbermünzen wurden von 1749 bis 1752 in Sachsen erstmals Kupfermünzen geprägt. Die für Polen bestimmten kupfernen Szelagi (Schillinge) und Groszy (Groschen im Wert von drei Schillingen) mit dem Brustbild Augusts III. und dem gekrönten Wappenschild produzierte jedoch nicht die Leipziger Münze, sondern die Münzstätte Grünthal im „Althammer“ der Saigerhütte Grünthal im Erzgebirge unweit Olbernhau und die Münzstätte Guben (Gubin).
Als im Jahr 1756 die preußischen Armeen Friedrichs II. im Siebenjährigen Krieg Sachsen besetzten, wurden die Prägungen für das Königreich Polen abgebrochen.

#### Unter preußischer Besatzung
Im Siebenjährigen Krieg wurde unter preußischer Besatzung vom Preußenkönig Friedrich II. (1740–1786) die Leipziger Münze an Veitel Heine Ephraim, und seit 1758 an das Berliner Konsortium Ephraim & Co. (mit Daniel Itzig) verpachtet. Bei der Übernahme der Münze wurden alte Prägestempel für Achtgroschenstücke (Dritteltaler) mit der Jahreszahl 1753 und dem Brustbild des Kurfürsten von Sachsen, Friedrich August II. (1733–1763) verwendet, jedoch mit verringertem Feingehalt geprägt. Die Vermünzung erfolgte ohne Unterscheidungsmerkmale zu den echten Stücken. Erst 1761 und 1762 wurde mit der richtigen Jahreszahl gemünzt. Die von den Pächtern an den preußischen König zu zahlenden hohen Zinsen hatten einen immer stärker fallenden Silbergehalt der Münzen zur Folge. Die preußischen Fälschungen wurden nach dem Namen des Münzpächters Ephraimiten genannt.
Sächsische Goldmünzen im Wert von fünf Talern wurden in Berlin zur Finanzierung des Krieges von Friedrich II. gefälscht. Sie wurden ab 1760 mit dem Stempel von 1755, 1756 und 1758 nachgeprägt und im Feingehalt immer mehr verringert. Von ursprünglich 23 Karat waren im letzten Kriegsjahr nur noch 7 Karat geblieben.
Die in riesigen Mengen produzierten Kriegsmünzen führten zum völligen Zusammenbruch des Geldwesens in Sachsen und Polen.

#### Endgültige Schließung
In den Jahren 1763 bis 1766 wurden die in Leipzig geprägten Kriegsmünzen, die Dritteltaler oder Achtgroschenstücke mit den Jahreszahlen 1753, 1761 und 1762 nach vorheriger Abwertung und Außerkurssetzung eingeschmolzen. Mit dem ausgesaigerten Silber prägte die Münze wieder vollwertige Münzen nach dem Konventionsfuß von 1763. Gerechnet wurde jedoch in Konventionskurant. Danach war der Taler (Reichstaler) eine Rechnungsmünze zu 24 Guten Groschen, die nicht ausgeprägt wurde.
Wenn man davon ausgeht, dass die mittelalterlichen Hochrandpfennige (Sachsenpfennige), ihren aufgestauchten Münzrand im Gebrauch und nicht in einer Münzstätte erhalten haben, erfolgte die erste Randgestaltung am Außenrand von sächsischen Silbermünzen mit der Einführung des Konventionsfußes 1763.
Nach dem Abschluss der Währungsreform wurde die Hauptmünzstätte Dresden wieder einzige Münzstätte in Kursachsen. Die Leipziger Münze wurde nicht mehr benötigt. Sie stellte 1765 endgültig ihren Betrieb ein.

## Münzmeister der Münzstätte Leipzig
| Münzmeister                        | von      | bis    | Münzmeisterzeichen                           | Bemerkung |
| ---------------------------------- | -------- | ------ | -------------------------------------------- | --- |
| Hans Borner                        | 1451     | 1454   | Dreiblatt                                    | |
| Hans Stockart                      | 1454     | 1461   | Kreuz                                        | als Goldmünzmeister |
| Hans Stockart                      | 1457     | 1462   | Lilie                                        | als Silbermünzmeister |
| Conrad Funke                       | 1462     | 1477   | sechsstrahliger Stern                        | Unterbrechung zwischen 1465 und 1466 |
| Heinrich Stein                     | 1488     | 1511   | Kreuz                                        | als Goldmünzmeister |
| Heinrich Stein                     | 1492     | 1496   | sechsstrahliger Stern                        | als Silbermünzmeister |
| Heinrich Stein                     | 1507 (?) | 1511   | sechsstrahliger Stern                        | |
| Gerhard Stein                      | um 1512  |        | Mondsichel                                   | |
| Ulrich Gebhardt (auch Utz Gebhart) | 1518     | 1520   | Kreuz auf Halbmond                           | 1520–1530 Münzmeister in Joachimstal (heute Jáchymov/Tschechien), gleiches Mmz.                                                          |
| Ulrich Gebhardt                    | 1531     | 1532   | Kreuz auf Halbmond                           | |
| unbekannt                          | 1547     |        | Münzzeichen L                                | Belagerungsklippen |
| Reinhard Jäger                     | 1621     |        | Monogramm SL, Jagdhorn zwischen Hirschgeweih | Kippermünzstätte Leipzig |
| Reichardt Jäger                    | 1622     | (1623) | Monogramm SL, Jagdhorn zwischen Hirschgeweih | Kippermünzstätte Leipzig |
| Jonas Zipfel                       | 1669     | 1670   | ohne                                         | |
| Siegmund Dannies                   | 1692     | 1693   | S D                                          | |
| Salomon Gottlieb Knorr             | 1693     |        | ohne                                         | |
| Ernst Peter Hecht                  | 1693     | 1714   | E P H, Hecht                                 | polnische Silbermünzen auch ohne Münzmeisterzeichen Vikariatsdukaten von 1711 ohne Mmz. könnten auch aus der Münzstätte Leipzig stammen. |
| Johann Georg Gödecke               | 1752     | 1753   | I G G, G                                     | |
| Ernst Dietrich Croll               | 1753     | 1763   | E D C, E C, C                                | polnische Silbermünzen auch ohne Münzmeisterzeichen                                                                                      |
| Ephraim & Co.                      | 1761     | 1762   | E C, E D C, F D C, L D C, Münzzeichen L      | Kriegsmünzen unter preußischer Besatzung, Prägungen vorher mit den Stempel von 1753                                                      |
| Johann Friedrich ô Feral           | 1763     | 1765   | I F ô F, ô F                                 | auch ohne Münzmeisterzeichen, 1765 Schließung der Münzstätte                                                                             |

In den Zeiträumen ohne Angaben ruhte die Münze.